# Высоцкий, Давид Вульфович
Давид Вульфович (Васильевич) Высоцкий (1861 — 14 января 1930) — русский предприниматель, представитель династии Высоцких, еврейский общественный деятель.

## Биография
Родился в семье основателя одной из ведущих чаеторговых фирм в России «В. Высоцкий и К°» — Вульфа Янкелевича Высоцкого (1824—1904). После смерти отца возглавил семейное дело и одновременно самостоятельную фирму «Д. Высоцкий, Р. Гоц и К°». В 1914 году оба предприятия были слиты в единый торговый дом с общим капиталом в 10 миллионов рублей и годовым производством в 45 миллионов рублей. Предприятие контролировалось правлением пайщиков из семьи Высоцких (сын Д. В. Высоцкого Ф. Д. Высоцкий, Р. А. Гоц, О. С. Цетлин, Б. О. Гавронский), под председательством Давида Высоцкого. Фирма имела собственные чаеразвесочные фабрики в Москве, Петербурге, Одессе, Челябинске, Коканде и Сретенске; в 1904 году было открыто нью-йоркское отделение для продажи развешенных в России чаёв; с 1908 года функционировал филиал компании в Лондоне. Были приобретены плантации в Китае и на Цейлоне. 
Видный меценат. Салон Высоцких посещали практически все значительные деятели культуры в Москве.
Имел почетное звание коммерции советника. В 1914 году возглавил правление московской еврейской общины. В 1914—1917 годах Давид Высоцкий был председателем Хозяйственного правления для еврейских молитвенных учреждений в Москве.
В ходе Октябрьской революции 1917 года предприятия Высоцкого были национализированы. Деятельность фирмы была перенесена в Польшу, а позднее правление фирмы находилось в подмандатной Палестине (компания действует по сей день в Израиле). Давид Высоцкий с семьёй эмигрировал в Великобританию.
В 1920-е годы был Президентом Эйробанка, который в 1925 году был продан Советскому Союзу.

## Семья

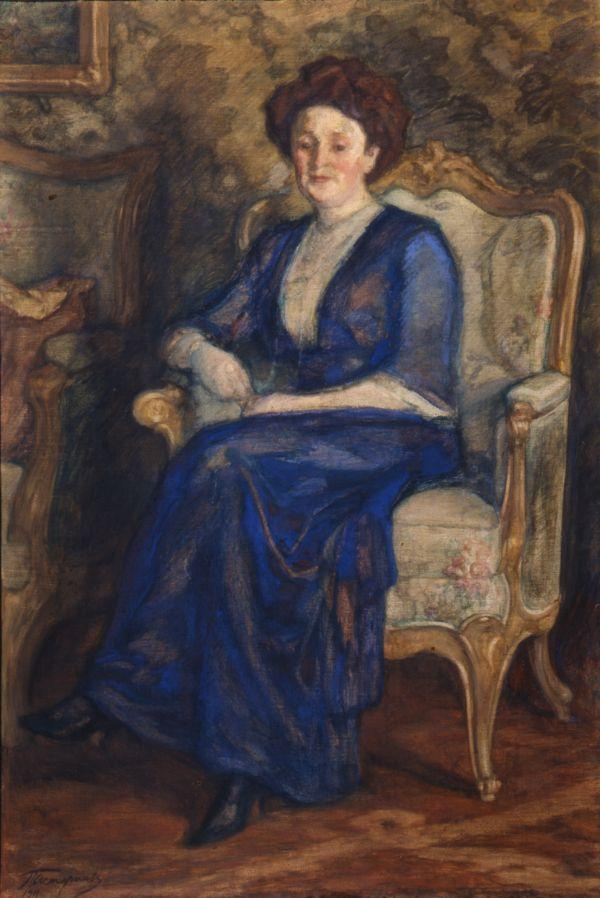
Леонид Пастернак, Портрет А. Б. Высоцкой-Готц, 1911, Музей Нового Иерусалима.

Жена — Анна Борисовна урождённая Готц.
- Его дочь, Ида Давидовна Высоцкая (в замужестве Фельдзер, 1892—1976 или 1890—1979), была возлюбленной поэта Бориса Пастернака (в 1907—1912 годах; Пастернак сделал ей безуспешное предложение в 1912 году), позже — женой банкира Эммануила Леонтьевича Фельдзера (1886—1963); её племянники — французские военные лётчики Константин Фельдзер, Вадим Фельдзер и Алексей Фельдзер. См. об этом «Марбург», «Охранная грамота».
- Сын — эсер Александр Давидович Высоцкий (1881—1937) — член Всероссийского Учредительного собрания, гласный Петроградской городской думы, расстрелян.
- Сын — Фёдор Давидович Высоцкий (1879—1933), чаеторговец, член правления товарищества «В. Высоцкий и Ко».
- Сын — Илья Давидович Высоцкий (1880-?).
- Сын — Самуил Давидович Высоцкий (1882-?).
- Дочь — Елена Давидовна Высоцкая.